# Saruchan
Saruchan – wieś w Armenii, w prowincji Gegharkunik. W 2011 roku liczyła 8309 mieszkańców.